# جو أرمستيد
جو أرمستيد (بالإنجليزية: Jo Armstead)‏ هي مغنية مؤلفة ومغنية أمريكية، ولدت في 8 أكتوبر 1944 في يازو سيتي في الولايات المتحدة.

## وصلات خارجية
- جو أرمستيد على موقع IMDb (الإنجليزية)
- جو أرمستيد على موقع ميوزك برينز (الإنجليزية)
- جو أرمستيد على موقع أول ميوزيك (الإنجليزية)
- جو أرمستيد على موقع ديسكوغز (الإنجليزية)